# Allotinus artinus
Allotinus artinus är en fjärilsart som beskrevs av Hans Fruhstorfer 1915. Allotinus artinus ingår i släktet Allotinus och familjen juvelvingar. Inga underarter finns listade i Catalogue of Life.